# Flawiusz Merobaudes
Flawiusz Merobaudes (V w. n.e.) – dowódca rzymski i poeta z czasów cesarza Walentyniana III, jeden z najbardziej zaufanych ludzi Aecjusza.

## Życiorys
Pochodził z Betyki w Hiszpanii. Imię Merobaudes może świadczyć o celtyckim lub germańskim rodowodzie jego rodziny. Istnieje prawdopodobieństwo, że jego przodkiem był magister militum z IV w. n.e. o tym samym imieniu. Z całą pewnością wywodził się ze środowiska w pełni zromanizowanego, w młodości zaś otrzymał gruntowne wykształcenie. Źródła poświadczają, że Merobaudes posiadł umiejętności retoryczne w wysokim stopniu.
Najpewniej jeszcze pod koniec lat 20. V w. n.e. związał się politycznie ze stronnictwem Flawiusza Aecjusza. Prawdopodobnie na początku lat 30. V wieku brał u jego boku udział w walkach przeciko plemionom Norów i Alemanów. Przed 435 wyruszył z polecenia Aecjusza na tereny Alp leżące po stronie italskiej, by uśmierzyć bunty bagaudów. W roku 435 posiadał już tytuł senatorski, w tym czasie piastował już godność komesa rady cesarskiej (comes sacri consistorii) i był w randze męża dostojnego (vir spectabilis).
W 437 towarzyszył Aecjuszowi w czasie podróży do Konstantynopola z okazji zaślubin Walentyniana II z Licynią Eudoksją.  W 440 wygłosił panegiryk na cześć Aecjusza z okazji pierwszej rocznicy urodzin jego syna Gaudencjusza. W 443 działał w Hiszpanii jako głównodowodzący wojsk rzymskich (magister utriusque militiae), którym został mianowany dwa lata wcześniej. Na tym stanowisku zastąpił swego teścia Flawiusza Asturiusza, i odniósł znaczne sukcesy w walce z bagaudami w Hiszpanii Tarrakońskiej. Dokładniejszy przebieg walk w Hiszpanii nie jest znany.  Merobaudes został szybko odwołany z Hiszpanii na rozkaz cesarza, co mogło być wynikiem intryg dworskich. Kronikarz Hydacjusz informuje zdawkowo, że powodem odwołania Flawiusza była invidia nonnullorum (zazdrość co poniektórych).
Po powrocie na dwór cesarski służył swemu wodzowi piórem, sławiąc jego czyny i postępy polityczne. W tym względzie był następcą Klaudiana, który opiewał innego wodza, Stylichona. Do naszych czasów zachowały się tylko w formie szczątkowej dwa panegiryki autorstwa Merobaudesa. Jeden sławiący konsulat Aecjusza w 437, a drugi opiewający trzeci konsulat Aecjusza w 446. Późniejsze losy Merobaudesa nie są znane. W XIX w. w okolicach cmentarza św. Agnieszki w Rzymie odnaleziono fragmenty płyty nagrobnej, którą zinterpretowano jako należącą do grobu Flawiusza. Fakt pochowania poety w Rzymie może wskazywać na jego związki z tym miastem pod koniec życia.
Dokonania literackie Merobaudesa zostały uhonorowane 30 lipca 435 niezachowaną statuą z brązu na Forum Trajana w Rzymie z inskrypcją. Według opisu Aleksandra Krawczuka treść inskrypcji zawierała następujące pochwały:

mąż to równie dzielny, jak uczony; potrafi sam dokonywać rzeczy godnych pamięci, ale też umie sławić czyny innych; zdobył imię dzięki sprawom wojennym, wymową jednak przewyższa nawet retorów, od kolebki bowiem dbał tak samo o kształcenie swego męstwa, jak i talentów krasomówczych; ćwiczył piórem i mieczem; nie pozwolił, aby wigor umysłowy spoczywał w cieniu ani też, by w zaciszu tylko dla Muz się rozwijał; wśród szczęku broni walczył także pismami

## Charakterystyka Aecjusza według Merobaudesa
Twym łożem jest naga skała lub cienki koc na ziemi; noce spędzasz na czuwaniu, dnie na pracy; co więcej, ochoczo godzisz się na takie trudy. Zbroja twa jest raczej ubraniem niż rynsztunkiem […] nie jest na pokaz, lecz treścią twego życia […] A kiedy przychodzi czas spoczynku po wojnie, ty badasz miasta, górskie przełęcze i długość dróg, by odkrywać miejsca najdogodniejsze dla piechoty i konnicy, lepsze do ataku, bezpieczniejsze dla odwrotu, bogatsze w zasoby dla założenia obozu. Tak oto nawet przerwę w boju obracasz na korzyści dla przyszłych wojen